# Maria Dorn (Eisenkappel)

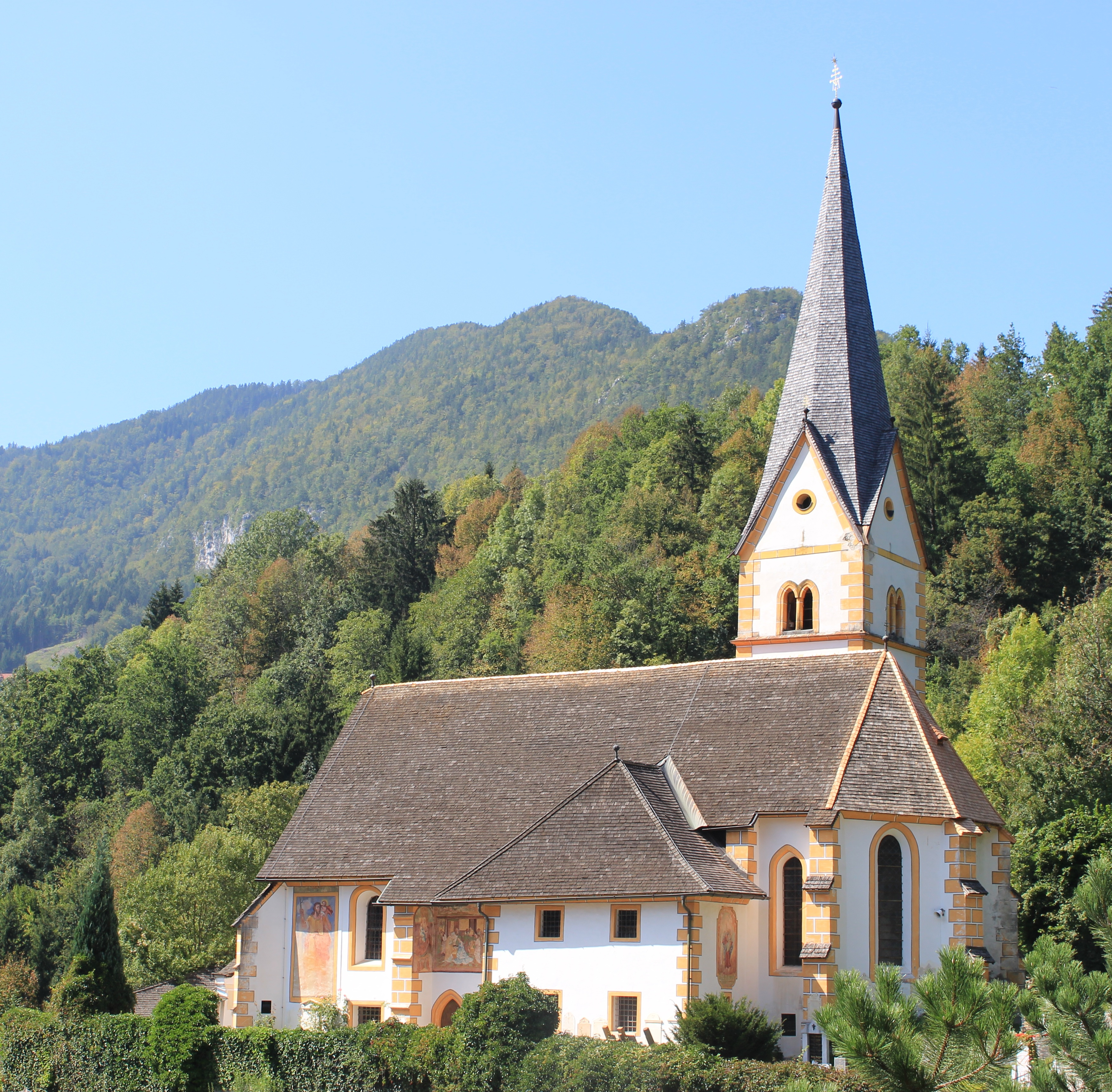
Südansicht

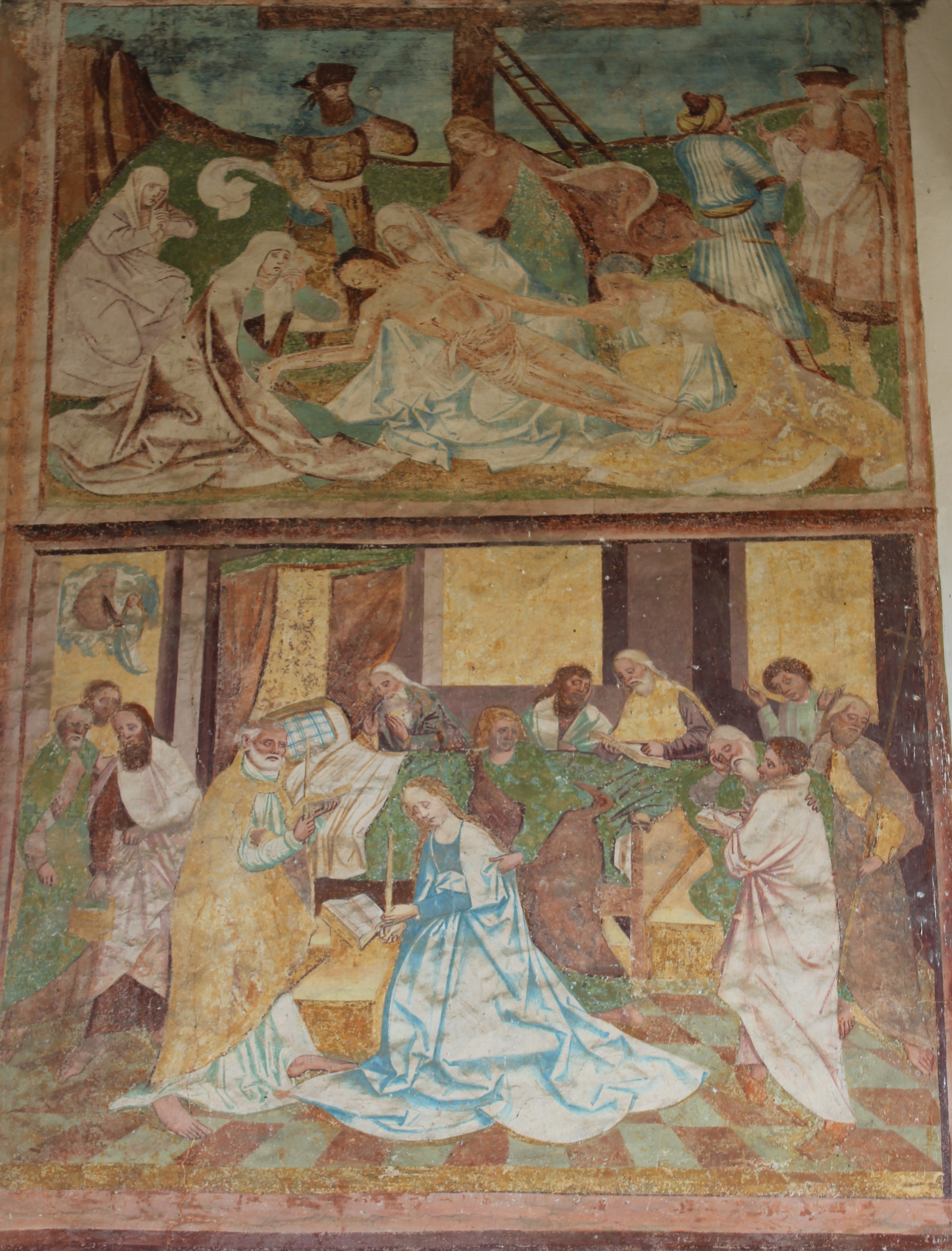
Fresken

Die von einem Friedhof umgebene römisch-katholische Wallfahrtskirche Maria Dorn steht nördlich von Bad Eisenkappel an einem Hang und ist über eine gedeckte Treppenanlage mit 83 Stufen erreichbar. Sie ist eine Filialkirche der Pfarrkirche St. Michael.

## Geschichte
Die 1145 urkundlich genannte Kapelle „Heilige Maria Obriach“ gilt als Vorgängerbau. Die Weihe der Kirche fand 1386 statt. Die spätgotische Kirche wurde im letzten Drittel des 15. Jahrhunderts errichtet und enthält noch Mauerteile aus dem 14. Jahrhundert.

## Baubeschreibung
Der gotische Nordturm mit Zwillingsfenstern im Glockengeschoß wird von einem Spitzhelm bekrönt. Westlich des Turmes schließt ein spätbarocker Kapellenanbau mit einer Eisenplattentür an. Den polygonalen Chor stützen dreistufige Strebepfeiler. Der südlich angefügte zweigeschoßige Sakristeianbau besitzt ein spitzbogiges Südportal mit einer Eisenplattentür. An der Westfassade befinden sich drei spätgotische Portale. Das vermauerte Mittelportal wurde im Barock mit einem Maria-im-Dorn-Gemälde versehen, die seitlichen Portale besitzen Eisenplattentüren. An der Nordwestseite führt ein Aufgang zur Empore.
Die um 1490 entstandenen spätgotischen Wandmalereien über dem Südportal stellen die Beweinung Christi und den Marientod dar. Am benachbarten Strebepfeiler ist eine Anna selbdritt und eine Halbfigur mit zwei Löwen, bei der es sich entweder um den heiligen Veit oder um den heiligen Hieronymus handelt, zu sehen. An der westlichen Südwand befindet sich ein übermaltes Christophorusbild.
Im Inneren des zweischiffigen, zweijochigen Langhauses ruht das Gewölbe auf einem polygonalen Mittelpfeiler. Während das Gewölbe im westlichen Joch als Sternrippengewölbe ausgeführt ist, besteht das östliche Joch aus einem verzogenen Netzrippengewölbe. Der mittlere Scheidbogen im östlichen Joch teilt sich in zwei schmälere Bögen, die sich an den aufsteigenden Chorbogenästen abstützen. Das annähernd quadratische Langhaus macht durch den barocken, zweiachsigen, kreuzgratgewölbten Emporeneinbau einen querrechteckigen Raumeindruck.
Der Chorbogen ist an der nördlichen Chorbogenwand mit 1385 bezeichnet. Der einjochige Chor mit Fünfachtelschluss besitzt ein Kreuzrippengewölbe, dessen Absenker von einer Sohlbank aufgefangen werden. Die Schlusssteine haben Reliefs mit Christuskopf und Rosette. Über der wohl 1814 angebauten Sakristei an der Südseite des Chores befindet sich ein Oratorium mit Holzkassettendecke. An der Nordseite des Chores führt ein gotisches Portal in das kreuzgratgewölbte Turmerdgeschoß.
Die 1515 urkundlich erwähnte Annenkapelle an der Langhausnordseite wurde im dritten Drittel des 18. Jahrhunderts neu errichtet.

## Ausstattung
Die einheitlich barocke Einrichtung wurde 1760–1770 gefertigt.
Der Hochaltar mit aufwendig gestaltetem Säulenretabel und Opfergangsportalen birgt im Schrein eine Maria-Dorn-Statue, die seitlich von den Figuren der heiligen Katharina, Anna, Joachim und Barbara flankiert wird. Am Aufsatz stehen eine Dreifaltigkeitsgruppe und große Engelsstatuen.
Der linke Seitenaltar mit Säulenretabel trägt die Figuren der Heiligen Jakobus, Nikolaus und Florian, sowie im Aufsatz ein Johanneshaupt, flankiert von den Heiligen Nepomuk und Christophorus.
Am rechten Seitenaltar stehen Statuen der Heiligen Josef, Lucia und Apollonia, oben am Gebälk die Figuren der Heiligen Familie, sowie der Heiligen Vinzenz von Paul und Elisabeth. Den Abschluss bildet ein Strahlenmonogramm Mariens.
Der barocke Kapellenaltar mit Baldachinarchitektur trägt eine Figurengruppe den Unterricht Mariens darstellend, seitlich die Statuen der Heiligen Sebastian, Joachim, Zacharias und Rochus, sowie im Aufsatz eine Dreifaltigkeitsgruppe.
Die Kanzel schmücken die Figuren der vier Evangelisten.
Die um 1600 gefertigte Orgel wurde 1652 aufgestellt und 1657 bemalt.
Zur weiteren Ausstattung der Kirche zählen ein großes Leinwandbild mit Maria Verkündigung aus der ersten Hälfte des 18. Jahrhunderts, ein Gemälde Johann Nepomuks aus der zweiten Hälfte des 18. Jahrhunderts, ein Votivbild von 1723, eine um 1410 entstandene Schöne Madonna, eine Ecce-Homo-Figur, sowie eine 1806 gefertigte neugotische Monstranz.